# تيك بول
تيك بول هي لعبة كرة تجمع بين لعبة كرة القدم وتنس الطاولة . يتم لعبها على طاولة منحنية ، يتبادل من خلالها اللاعبون الكرة بضربات بأي جزء من الجسم باستثناء الذراعين واليدين.التيك بول رياضة حديثة أسسها لاعبا كرة قدم سابقين من نجوم المجر، هما جابور بورسانيي وهوفكتورهوسزار عام 2004.
تسعى جمهورية مصر العربية لاعتماد اللعبة والمشاركة في بطولاتها حيث أبدت وزارة الشباب والرياضة المصرية حماسها واستعدادها لنشر اللعبة شعبيا والمشاركة في بطولاتها

### ما هي Teqball ؟
هي واحدة من الرياضات الشابة ، هي مزيج لعبتي كرة القدم وتنس الطاولة ، ويتم لعبها علي طاولة منحنية ، وتعتمد علي سياسة (هات وخد) ، يتنبأ لها مشاهير كرة القدم بغد مشرق رغم أن اللعبة حتي الأن لم تخرج عن القارة البيضاء ، وذلك بعد أن تم بث العديد من مبارياتها عبر قناة Eurosport وفق الاتفاقية المبرمة بين القناة واتحاد اللعبة FITEQ، وبعد أن تم الموافقة علي إدراج اللعبة في برامج الألعاب الشاطئية الآسيوية 2021 والألعاب الأوروبية 2023 ، يهدف اتحاد Teqball إلى إدراج اللعبة في الألعاب الأولمبية .
أصبحت Teqball أسرع رياضة معترف بها في العالم ، ففي أغسطس 2018 تم الاعتراف رسميًا باللعبة من قبل اللجنة الأولمبية الآسيوية (OCA) ، ثم في يونيو 2019 اعترفت بها جمعية اللجان الأولمبية الوطنية في إفريقيا (ANOCA) ، وأخيراً في نوفمبر 2020 ، مُنح FITEQ العضوية الكاملة في الرابطة العالمية للاتحادات الرياضية الدولية (GAISF) .

#### ميلاد ونشأه الـ Teqball
ولدت Teqball (يطلق عليها Tek-ball) في مدينة بودابست عاصمة المجر عام 2012 علي يد ثلاثة من عشاق كرة القدم - اللاعب المحترف السابق غابور بورساني ، ورجل الأعمال جيورجي جاتيان ، وعالم الكمبيوتر فيكتور هوشار .
بدأت الفكرة في عقل بورساني ، والذي اعتاد ممارساتها على طاولة تنس الطاولة ، لكن التصميم الأفقي للطاولة جعل الكرة في كثير من الأحيان لا ترتد للاعبين ، لذلك لم تكن هذه اللعبة ممتعة ، فعرض بورساني علي فكرة تقويس الطاولة علي هوشار الذي صدق عليها ، وبعد عدة سنوات تم صنع أول طاولة teqball في عام 2014  ،
تم تقديم الرياضة رسميًا في بودابست ، المجر في 18 أكتوبر 2016 من قبل لاعب كرة القدم البرازيلي السابق رونالدينيو ، أحد سفراء teqball ، ثم تأسس أول فريق نسائي بالكامل (BellaTeq) ، في عام 2020 من قبل المؤسسين المشاركين نانسي أفيسيان ، ومارجريت أوسموندسون ، وكارولين جريكو في مدينة كاليفورنيا الأمريكية .
صرح رئيس اتحاد Teqball الوطني الأمريكي والرئيس التنفيذي لشركة Teqball USA Ajay Nwosu  " إن سحر Teqball يكمن في الطاولة والقواعد" ، وبالفعل اشتعل هذا السحر في جميع أنحاء العالم ، حيث يتم مزاولة اللعبة الآن في أكثر من 120 دولة .

#### قوانين Teqball
تم وضع القوانين بلعبة Teqball من قِبل اتحاد اللعبة FITEQ .. ويتلخص فيما يلي :
يمكن لعب Teqball بالكرات المستخدمة في كرة القدم ، ويكون الحجم المناسب للعبة من الكرات مقاس 5 الرسمية .
يمكن أن يلعب Teqball لاعبان (لعبة فردية) أو أربعة لاعبين (لعبة زوجية) .
تتكون مباراة teqball من ثلاث مجموعات .
يتم لعب كل مجموعة حتى يصل الفريق إلى 12 نقطة .
كل فريق لديه محاولتان لإكمال لعبة ناجحة .
للبدء في اللعب ، يقوم اللاعب بالإرسال القانوني ، وهو إرسال الكرة في الجانب الأخر من خلف خط معين .
يقوم الفرق بتغيير الإرسال بعد كل أربع نقاط .
يحظر لمس الكرة بنفس الجزء من الجسم مرتين متتاليتين .
يمنع إعادة الكرة بنفس الجزء من الجسم مرتين متتاليتين .
يُسمح لكل فريق بإعادة الكرة بحد أقصى 3 لمسات من أي جزء من الجسم ، باستثناء اليدين والذراعين .
في الزوجي ، يمتلك الفريق 3 لمسات كحد أقصى ، ومع ذلك ، يجب على أعضاء الفريق تمرير الكرة مرة واحدة على الأقل لبعضهم البعض .
أثناء اللعب ، لا يمكن لمس الطاولة أو الخصم .
في حالة ارتطام كرة بحافة الطاولة ، يجب إعادة الإرسال .

#### قياسات طاولة اللعب ..
يبلغ حجم الملعب الرسمي 12 متراً مربعاً ، كحد أدنى للطول 16 مترًا ، وحد أدنى للعرض 7 أمتار  .
يجب أن تكون الطاولة مستطيلة الشكل .

#### أبعاد طاولة اللعب ..
الطول 3 أمتار  -  العرض 1.7 متر (شاملاً الشبكة)  - الارتفاع  0.9 متر  (أعلى الشبكة) .
سمك الطاولة 56.5 سنتيمتر .
تقع طاولة Teqball في منتصف الملعب بالضبط  .

#### كرة اللعب ..
يجب أن تكون كرة اللعب كروية ، وأن تكون مصنوعة من الجلد أو مادة أخرى مناسبة ، ومصنوعة من مادة اللاتكس مع صمام من النوع بوتيل ، وأن تكون من المقياس 5 الرسمي ، ولها ضغط أقل (بين 0.3 و 0.5 ضغط جوي) من كرة القدم العادية .

#### منافسات Teqball
بطولة Teqball العالمية هي مسابقة سنوية ينظمها اتحاد اللعبة FITEQ ، وتضم بطولة Teqball العالمية منافسات فردية ومزدوجة يشارك فيها الرجال والنساء معًا .
أقيمت أول بطولة عالمية في Teqball في بودابست ، المجر في عام 2017 بمشاركة أكثر من 20 دولة .
أقيمت نسخة 2018 من الحدث في الفترة من 12 إلى 13 أكتوبر في مدينة ريمس بفرنسا بمشاركة 90 لاعباً .
أقيمت بطولة العالم لكرة القدم 2019 في الفترة من 6 إلى 8 ديسمبر في بودابست ، وتنافس حوالي 160 رياضيًا يمثلون 58 دولة عبر أحداث الفردي والزوجي والزوجي المختلط .
اتخذ FITEQ قرارًا بتأجيل بطولة Teqball العالمية لعام 2020 بسبب حالة عدم اليقين والقيود المستمرة المتعلقة بوباء COVID-19 .
تم إدراج Teqball في أول ألعاب شاطئية أفريقية في مدينة سال بالرأس الأخضر في الفترة من 14 إلى 23 يوليو 2019 ، وحققت الكاميرون اللقب بفوزها على نيجيريا في المباراة النهائية .

#### انتشار الرياضة الجديدة في الولايات المتحدة الأمريكية
العقد الذي أبرمه اتحاد اللعبة مع قنوات يوروسبورت ESPN سيؤدي بالتأكيد إلي انتشار أوسع للعبة ، ويُعزز ظهور الشخصيات الكروية المحبوبة في مسابقات Teqball مثل نجوم كرة القدم ليونيل ميسي ونيمار وغيرهم ، وأعلنت الشبكة في يناير عن تغطية شاملة علي قناتيها (ESPN2 ، ESPNU) ، تزامن الخبر مع انطلاق جولة USA Teqball في جميع أنحاء البلاد والتي ستبث على ESPN3 من الآن وحتى ديسمبر 2022 .
يقول رئيس اتحاد اللعبة في الولايات المتحدة .. " بعد عام 2021 حققنا ناجحًا بالغاً ، حيث شهدنا نموًا هائلاً لمجتمع Teqball على المستوى الوطني ، وظهر ذلك في المسابقات التي أقيمت في 15 ولاية أمريكية ، مما ساعدنا في جذب الجماهير للعبة ولا يوجد جمهور رياضي أفضل من جمهور ESPN"
تبلغ قيمة الصفقة بين اتحاد Teqball و قنوات يوروسبورت 850 ألف دولار ، وتعتبر قنوات التواصل الاجتماعي دليلاً حياً علي انتشار Teqball المتنامي في الولايات المتحدة ، وجاذبية اللعبة للشباب من الجنسين.

#### نجوم رياضة Teqball
رغم أن اللعبة حديثة العهد إلا أن هناك بعض اللاعبين الذين وضعوا أسمائهم ضمن أبطال اللعبة ، وينشر اتحاد اللعبة FITEQ تصنيف محدث دائم بنجوم اللعبة علي مستوي فردي الرجال وزوجي الرجال وأيضا علي مستوي فردي النساء وزوجي النساء وكذلك الزوجي المختلط وأيضا تصنيف للأندية الممارسة للعبة
- تصنيف الرجال العالمي فردي
- تصنيف النساء العالمي فردي
- تصنيف زوجي الرجال
- تصنيف زوجي النساء
- تصنيف الزوجي المختلط
- تصنيف الأندية العالمية الممارسة للـ Teqball

المصدر : مقال Teqball | عالم منحني علي موقع كورابيديا المتخصص في أرقام وإحصائيات كرة القدم